# Дуглас, Шарлотта
Шарло́тта Ду́глас (англ. Charlotte Douglas) — американский историк искусства. Специалистка по русскому авангарду, малевичевед. Президент Общества Малевича (The Malevich Society).

## Биография
Историк искусства, специалист по русскому авангарду, малевичевед.
Руководитель секции эстетической теории Института современной русской культуры (IMRC).
Консультант и редактор коллекции микроплёнок «История русского и украинского искусства 1907—1930 годов» (Brill/IDC, Нидерланды).
В 1994—1998 годах входила в редакционный совет журнала «Вопросы искусствознания».
Лауреатка стипендии Фонда Гуггенхайма в 1986—1987 годах.
Была профессором Института изящных искусств Нью-Йоркского университета (NYU), где с 1992 по 2001 год возглавляла Русское и славянское отделение. В настоящее время почётный профессор Нью-Йоркского университета
Президент Общества Малевича (The Malevich Society).
Автор нескольких монографий и около ста научных статей.